# Radicofani
Radicofani är en ort och kommun i provinsen Siena i regionen Toscana i Italien. Kommunen hade 1 062 invånare (2018).